# Crimen del rol
Se conoce como crimen del rol al asesinato de Carlos Moreno, un empleado de limpieza de cincuenta y dos años que, en la madrugada del 30 de abril de 1994, fue asesinado en Madrid en una parada de autobús de la calle Bacares del barrio de Hortaleza. Aunque en principio se pensó en un robo, las investigaciones policiales llevaron a la detención de dos jóvenes, vecinos del barrio de Chamartín: Javier Rosado Calvo y Félix Martínez Reséndiz, que en realidad habían seguido las instrucciones de un macabro juego inventado por el propio Rosado, el de buscar a alguien de determinadas características para asesinarle. Los medios de comunicación se apropiaron del caso, generando una preocupación generalizada y una avalancha masiva de críticas contra los juegos de rol.

## Los hechos
Javier Rosado, estudiante de Química de veintiún años y cabecilla e inductor del crimen, había creado un juego llamado Razas y convenció a su amigo Félix Martínez, estudiante de COU de diecisiete años, de salir en busca de una víctima a la que asesinar antes de las cuatro y media de la madrugada.
En principio decidieron buscar a una mujer, pero tras varias elecciones infructuosas se decidieron por Carlos Moreno, un hombre de cincuenta y dos años. En principio se acercaron a él y le pidieron todo su dinero, como excusa para sacar los cuchillos que llevaban y registrarle. Carlos se resistió con todas sus fuerzas, forcejeando con los dos jóvenes e insultándoles, pero estos se limitaron a apuñalarlo y lo empujaron hacia el parque de detrás de la parada, donde finalmente lo mataron.
A pesar de haber tomado algunas precauciones para evitar ser descubiertos, finalmente la policía, tras descartar el móvil del robo, y utilizando un trozo de guante de látex encontrado en el lugar del asesinato y la declaración de un amigo de ambos en los que aseguraba que Rosado se jactaba del crimen, terminó arrestando a los dos jóvenes cuando se disponían a salir de casa de Félix armados con cuchillos dispuestos a asesinar a otra persona aquella noche. Fueron puestos a disposición judicial y trasladados a los juzgados de la plaza de Castilla. La policía obtuvo una orden de registro y al acceder al dormitorio de Javier Rosado se encontraron con una biblioteca de más de tres mil volúmenes de temas dispares como manuales de ocultismo, obras del marqués de Sade y Adolf Hitler, revistas sobre temas paranormales, quince cuchillos y, lo que llamó la atención de la prensa y encendió la popularidad del suceso, abundantes manuales de rol.
El 18 de febrero de 1997 Javier Rosado fue sentenciado a cuarenta y dos años y dos meses, por asesinato, robo y conspiración para el asesinato; su cómplice, Félix Martínez, fue sentenciado a doce años y nueve meses de reclusión menor por los mismos delitos. Los condenados también fueron sentenciados a pagar una indemnización de veinticinco millones de pesetas a la familia de la víctima.

## Repercusiones
La noticia se extendió entre los medios de comunicación como un reguero de pólvora. Un artículo denominado Una necrosis similar, escrito por Rafael Torres y publicado por el periódico El Mundo el 9 de junio de 1994, afirmaba que estos juegos producían «necrosis fulminantes en los tejidos de la cabeza y del corazón, aparte de desprecio por la realidad e ignorancia», afirmando además que promovían la psicopatía.
No se tomaron en cuenta las declaraciones del propio Javier Rosado, en las que declaraba no tener interés por el juego de rol: «El rol me repugna. Solo he jugado a Razas. Es un juego inventado por mí, en el que no interviene el azar. Por eso se juega sin dados. Es un juego de estrategia. El tiempo no existe, el acto carece de importancia, eso da igual, la persona carece de importancia».
A pesar del artículo de Rafael Torres y de otros artículos de diferentes autores, hubo otros investigadores como el periodista Carlos Berbell y el criminalista Salvador Ortega que excluyeron la responsabilidad de los juegos de rol en el crimen, defendiendo la hipótesis de que Javier Rosado era un asesino frío y sin remordimientos ni conciencia, que no había sido influido por ningún otro factor. Por otra parte, tanto la familia de Carlos Moreno como el Tribunal Supremo rechazaron la hipótesis del juego de rol para enmascarar la psicopatía de los asesinos.
En última instancia de los detenidos solo uno muy ocasionalmente había jugado a rol, mientras que el inductor, Rosado, declaró que solo había jugado una partida en su vida y renegado de ello. La muerte de Carlos Moreno no estaba vinculada al rol, sino que fue consecuencia de las ansias de matar de Javier Rosado, una persona arrogante y sin escrúpulos y de la fragilidad de voluntad de su mayor adulador, Félix Martínez, que le obedecía en todo lo que preparaba.
La sentencia STS 632/98 del 25 de junio de 1998 quitó cualquier atisbo de culpa sobre los juegos de rol, imputando a Javier Rosado la responsabilidad de escenificar deliberadamente en la realidad un plan para dar muerte a una persona. A Javier se le condenó a cuarenta y dos años y dos meses de prisión, con veintiocho años de reclusión mayor por asesinato, cuatro años, dos meses y un día de prisión menor por el delito de robo y diez años y un día por el delito de conspiración para el asesinato. A Félix Martínez, por el atenuante de su minoría de edad en el momento del suceso, se le condenó a doce años y un día de reclusión menor por asesinato.
El abogado de Javier Rosado interpuso un recurso de casación que fue desestimado. El asesino ha disfrutado de varios permisos puntuales para asistir a varios exámenes académicos y en el año 2007 solicitó un tercer grado que se le denegó, aunque por exigencias del Código Penal, se le concedió en marzo de 2008.
Por lo que se refiere a Félix Martínez, desde que cumplió su condena en España y fuera rehabilitado, buscó trabajo en Alemania, procurando aislarse de la atención de los medios de comunicación.
Aunque a pesar de las pruebas aportadas las ideas de la influencia de los juegos de rol en el crimen perdían peso por sí mismas, transcurrieron casi cinco años desde el asesinato hasta la sentencia del Tribunal Supremo, en el que varios medios de comunicación emprendieron su particular cruzada contra este tipo de juegos. Asimismo, varios directores de cine trataron de aprovechar el fenómeno mediático de los juegos de rol para crear varias películas donde se utilizaban los tópicos sensacionalistas, como El corazón del guerrero de Daniel Monzón, Nadie conoce a nadie, de Mateo Gil, o Jugar a matar, de Isidro Ortiz. Esta última fue realizada para la televisión y se inspira directamente del caso de Javier Rosado y Félix Martínez.

## Otras fuentes

### Prensa escrita
- Homo Ludens, artículo de Arturo Pérez-Reverte sobre el crimen del rol, publicado en El Semanal el 26 de junio de 1994

### Prensa en línea
- El crimen del rol, artículo de Francisco Pérez Abellán publicado el 7 de octubre de 2005 en la crónica de fin de semana del diario en línea Libertad Digital

### Radio
- Milenio3, programa del 9 de marzo de 2008 (a partir del minuto 36)

### Televisión
- El lugar del crimen: «El crimen del rol» (programa emitido por TVE en el año 2000)
- Lo que me contaron los muertos, programa del 09/07/2004 que retoma el título del libro de García-Andrade. El libro de García-Andrade fue publicado con anterioridad al asesinato de Carlos Moreno pero el programa sí incluye el caso de Moreno
- El rastro del crimen: «Rol peligroso», programa del 09/01/2008
- Caso abierto: «El asesino del rol», programa del 21/03/2008
- El buscador: «El asesino del rol, reconstrucción»
- Crímenes que cambiaron la historia: «El asesino del juego de rol»

- Datos: Q5790914